# RhönEnergie Challenge
Die RhönEnergie Challenge (auch Challenge-Lauf genannt) ist ein seit dem Jahr 2006 stattfindender Firmenlauf, der in der in Osthessen gelegenen Barockstadt Fulda stattfindet. Während zu Beginn etwa 350 Teilnehmende erfasst wurden, lassen sich mittlerweile jährlich etwa 6.000 Läuferinnen und Läufer zählen, welche sich der sportlichen Herausforderung stellen und die 6,6 Kilometer lange Strecke gemeinsam zurücklegen. 

## Hintergrund
Im Mittelpunkt des Challenge-Laufs der RhönEnergie steht das Ziel, das Gemeinschaftsgefühl und die Teamzusammengehörigkeit innerhalb von Firmen, Schulen und Vereinen zu stärken. Das gemeinsame sportliche Erlebnis soll einen Ausgleich zum (Arbeits-)Alltag darstellen und dadurch das allgemeine Wohlbefinden der Teilnehmenden sowie ihre Motivation erhöhen. Des Weiteren sollen durch das Training für die RhönEnergie Challenge auch die Gesundheit und Kreativität der Teammitglieder gefördert werden.

## Streckenführung und Rahmenprogramm
Die Laufstrecke beginnt bei dem Firmengelände der RhönEnergie Fulda in der Rangstraße. Von dort aus geht über den Universitätsplatz bis zum Fuldaer Bahnhofsvorplatz. Anschließend laufen oder walken die Teilnehmerinnen und Teilnehmer durch den Schlossgarten bis in die Königsstraße. Dort führt die Strecke am Fastnachtsbrunnen Tränke vorbei in die Fulda-Aue und endet anschließend im Freibad Rosenau.
Unterwegs sind für die Sportlerinnen und Sportler zahlreiche Verpflegungsstationen, an denen sie sich an erfrischenden Getränken sowie Obst bedienen dürfen, aufgebaut. Zudem wird das Laufevent durch diverse Bands begleitet, welche an Bühnenstationen über die Strecke hinweg positioniert sind.
Folgende Bühnen- bzw. Verpflegungsstationen sind dabei vorhanden: Startbereich Rangstraße, Universitätsplatz, Bahnhofsvorplatz, Pavillon Schlossgarten, Königsstraße "Finanzamt Fulda", Fastnachtsbrunnen Tränke, Wasserspielplatz, Feuerwehrmuseum, Ziel Rosenbad.

## Veranstaltungsformate
Aufgrund der Einschränkungen im Rahmen der Corona-Pandemie entwickelte das Organisationsteam 2020 eine alternative Teilnahmemöglichkeit an der RhönEnergie Challenge, welche sich bis heute als zusätzliches Angebot zu dem regulären Lauf gehalten hat. So ist es auch möglich, alleine oder als Team virtuell teilzunehmen. Hierbei können sowohl von den Organisatoren vorgeschlagene sowie individuell ausgewählte Strecken gelaufen und digital dokumentiert werden. Zu den Streckenvorschlägen zählen dabei die "RhönEnergie Route", der "Hochstift Steig", die "ZUFALL Route", der "FZ Trail", die "REWE Route", der "DAK Gesundheitsweg", die "SCHOENE AUSSICHT Tour", die "KRAH & Enders Piste", die "WEMAG Power-Tour", die "pappert Panoramatour", die "RhönSprudel Strecke", die "Sparda-Bank Laufstrecke" und "BergzIHKe". Die Anzahl der gelaufenen Kilometer kann im Anschluss für das Team gewertet werden. Für alle Sportlichen, die entweder nur an der Vor-Ort-Veranstaltung oder sowohl an dem Laufevent als auch virtuell teilnehmen möchten, ist dies in Rahmen der angebotenen Hybridveranstaltung möglich.
Auch die reguläre Teilnahme an der Präsenzveranstaltung lässt sich in zwei Optionen untergliedern: Das Laufen beziehungsweise Joggen sowie das Nordic Walking. Um einen reibungslosen Ablauf des Events gewährleisten zu können, gibt es deshalb auch zwei verschiedene Startzeiten. Direkt nach dem traditionellen gemeinsamem Warm-Up starten als erstes die Läuferinnen und Läufer, während der Aufbruch für das Walking im Anschluss daran stattfindet.

## Ehrungskategorien
Obwohl beim Fuldaer Challenge-Lauf ganz eindeutig das Gemeinschaftsgefühl und der Spaß im Vordergrund stehen sollen, werden besondere Leistungen zum Ende der Veranstaltungen gewürdigt. In diesem Rahmen werden innerhalb der folgenden Kategorien jeweils die Plätze eins bis drei geehrt: aktivster Verein, größte Gesamtlaufleistung und aktivste Schule. Unter den aktivsten Unternehmen hingegen wird jeweils unter den Firmen mit bis zu 10, 20, 50, 100, 500 und über 500 Mitarbeitenden der erste Platz ausgezeichnet.
Zudem wurden im Rahmen der virtuellen Teilnahmephase zusätzliche Sonderbewertungen eingeführt, welche die Erfüllung vieler kleiner Challenges während der gelaufenen Kilometer erfordern. Die einzelnen Ergebnisse können dokumentiert und bei der regionalen Tageszeitung Fuldaer Zeitung eingereicht werden. Die kreativsten Einsendungen werden daraufhin sowohl in Form einer Erwähnung in einem Artikel der Zeitung sowie auch bei der offiziellen Siegerehrung im Anschluss an die Präsenzveranstaltung belohnt.

## Soziales Engagement
Zusätzlich zum Sport- und Gemeinschaftsaspekt der Laufveranstaltung kommt auch das soziale Engagement nicht zu kurz. So werden 2 Euro der Teilnahmegebühr pro Person (diese beträgt bei der Hybridveranstaltung je nach Anmeldezeitraum 10 bis 13 Euro und bei der virtuellen Challenge 5 Euro) der Spendenaktion "Ich brauche deine Hilfe" der Fuldaer Zeitung beigesteuert. Das Geld kommt somit diversen regionalen sozialen Organisationen wie zum Beispiel der Lebenshilfe Fulda e.V. oder der Telefonseelsorge zugute. Des Weiteren werden die teilnehmenden Schulen gefördert, indem diese pro Starter 2 Euro der Teilnahmegebühr rückerstattet bekommen. Dieser Spendenanteil soll somit in den Schulen direkt eingesetzt werden.